# La Hoz y el Martínez
La Hoz y el Martínez és una pel·lícula espanyola del 1985. Tot i el còmic nom, es tracta de la primera pel·lícula on el protagonista, Andrés Pajares, interpreta un paper seriós.
La cinta està ambientada al Madrid dels anys 80. Durant una cimera per la pau entre els EUA i l'URSS, el representant soviètic és víctima d'un atemptat i ha de ser substituit per Martínez, un fontaner que se li assembla físicament.